# Цукіока Йосітосі
Цукіо́ка Йосіто́сі (*月岡 芳年, 30 квітня 1839 — 9 червня 1892) — японський художник кінця доби Едо і початку періоду Мейдзі. Відомий також як Тайсо Йосітосі. Майже самостійно сприяв відродженню традиційного жанру укійо-е. 

## Життєпис
Походив з родини заможного торговця, який купив собі самурайський титул. Народився 1839 року в старовинному районі Сімбасі міста Едо. У дитинстві мав ім'я Йонедзі́ро. У віці 3 років, після того, як батько одружився вдруге, переїхав жити до стрийка-аптекаря. З 5 років захопився живописом. Тоді ж його всиновив стрийко.
1850 року вступив учнем до одного з найбільших майстрів японської гравюри Утаґава Кунійосі. 1853 року створив свою першу гравюру, присвячену битві при Данноура 1185 року (період Ґемпей). Проте нових творів не створював до смерті свого вчителя 1861 року. Починаючи з 1862 року, намалював 44 гравюри. 1863 року після смерті стрийка в пам'ять про одного з родичів останнього взяв прізвище Цукіока.
Кар'єра його охоплює дві епохи — останні роки феодального сьогунату і перші роки після реставрації Мейдзі. Цікавився всіма нововведеннями, привнесеними з решти світу, але з часом його все більше стала хвилювати втрата багатьох аспектів традиційної японської культури, серед яких була і гравюра по дереву.
Перший комерційний успіх прийшов 1865 року. Згодом співпрацював з художником Йосііку Отіаоіон. З початку 1870-х років деякий час перебував на утриманні у своєї відданої господині Окото. На 1873 рік стан його здоров'я покращився. Він мав багато замовлень, йому запропонували співпрацю в одній газеті. 1875 року працював ілюстратором, його добробут значно поліпшився. Робота газетним ілюстратором зміцнила популярність Йосітосі. У цей час змінив своє прізвище на Тайсо («велике відродження») і з головою поринув у роботу.
1876 року Окото продала себе заради нього в бордель. 1877 року став свідком Сацумського повстання. Його мальовані нариси про хід повстання, а потім і розгром, мали величезний успіх.
1884 року оженився з колишньою гейшею Сакамакі Тайко, усиновивши двох її синів. 1885 року мистецький журнал «Токіо Хайарі Хосомікі» назвав Цукіоко майстром укійо-е номер один.
Фінансове становище Цукіока Йосітосі погіршилось після того, як 1891 року грабіжники викрали з його будинку всю готівку. Внаслідок цього потрапив до лікарні для душевнохворих. Після виходу з лікарні змушений був швендяти по найманих квартирах. Помер Йосітосі 1892 року від крововиливу в мозок.

## Творчість
Набув широку популярність як останній великий майстер укійо-е. Його вважають також одним з головних інноваторів у цій галузі мистецтва. Продовжував працювати в старій манері. В оновленій Японії він, практично наодинці, зумів підняти на новий рівень старовинне мистецтво укійо-е. Художник поєднував рослинні фарби, які використовували для укійо-е, і яскраві анілінові фарби.
1865 року створив 95 творів здебільшого з військових та історичних сюжетів. Серед них відзначають дві серії, які демонструють оригінальність і уяву майстра — «Сучасна подорож на Захід» (про китайського народного героя); «Сто історій Китаю та Японії» (ілюструє традиційні історії привидів).
Незвичною є серія гравюр «Колекція садизму і крові» (1866 рік). 1867 року — серію «Адзума но нісікі укійо кьодан» (Серія мистецтва смерті). У 1866—1868 роках створив серію «Двадцять вісім вбивств з віршами», де зображено вбивства і тортури з багатьма деталями. 1868 року після революції Мейдзі створив серію «Кайдай хуаку сенсьо», у якій зображує сучасних солдатів як історичних фігур у напівзахідному стилі, використовуючи великі плани і незвичайні кути, які часто проявляються в розпалі бою з відчайдушними висловами .
На початку 1870-х років зазнав гострої творчої і душевної кризи, викликаної незатребуваністю його робіт в умовах загальної нестабільності і сум'яття. 1878 року створив роботи в жанрі біндзинга (зображення красунь), де зобразив 7 жінок-прислужниць імператорського двору, чим викликав невдоволення імператриці.
1880-ті роки стали для нього більш продуктивними, він створив чимало портретів-триптихів акторів театру кабукі. 1885 року працював над серією «32 жіночі обличчя повсякденності». Справжніми шедеврами вважають зібрання багатобарвних ксилографій нісікі-е «Сто видів Місяця» (1885—1892 роки) та цикл гравюр «Нові форми тридцяти шести привидів» (1889—1892 роки).